# 维戈·马森
维戈·马森（丹麥語：Vigo Madsen，1889年11月13日—1979年6月17日），丹麦男子竞技体操运动员。他曾代表丹麦获得1912年夏季奥运会体操比赛男子团体自由式铜牌。他也参加了1908年夏季奥运会。